# Comuna Joseni, Harghita
Joseni, mai demult Alfalău, (în maghiară Gyergyóalfalu, colocvial Alfalu, în trad. "Satul de Jos", "Joseni"), este o comună în județul Harghita, Transilvania, România, formată din satele Borzont, Bucin și Joseni (reședința).

## Demografie
Componența etnică a comunei Joseni
     Maghiari (92,63%)
     Alte etnii (1,56%)
     Necunoscută (5,81%)
Componența confesională a comunei Joseni
     Romano-catolici (89,98%)
     Alte religii (3,64%)
     Necunoscută (6,38%)
Conform recensământului efectuat în 2021, populația comunei Joseni se ridică la 5.268 de locuitori, în scădere față de recensământul anterior din 2011, când fuseseră înregistrați 5.536 de locuitori. Majoritatea locuitorilor sunt maghiari (92,63%), iar pentru 5,81% nu se cunoaște apartenența etnică. Din punct de vedere confesional, majoritatea locuitorilor sunt romano-catolici (89,98%), iar pentru 6,38% nu se cunoaște apartenența confesională.

## Politică și administrație
Comuna Joseni este administrată de un primar și un consiliu local compus din 15 consilieri. Primarul, Szabolcs Gáll[*], de la Uniunea Democrată Maghiară din România, este în funcție din 2012. Începând cu alegerile locale din 2024, consiliul local are următoarea componență pe partide politice:
|  | Partid                                 | Consilieri | Componența Consiliului | Componența Consiliului | Componența Consiliului | Componența Consiliului | Componența Consiliului | Componența Consiliului | Componența Consiliului | Componența Consiliului | Componența Consiliului | Componența Consiliului | Componența Consiliului | Componența Consiliului | Componența Consiliului | Componența Consiliului |
|  | -------------------------------------- | ---------- | ---------------------- | ---------------------- | ---------------------- | ---------------------- | ---------------------- | ---------------------- | ---------------------- | ---------------------- | ---------------------- | ---------------------- | ---------------------- | ---------------------- | ---------------------- | ---------------------- |
|  | Uniunea Democrată Maghiară din România | 14         |                        |                        |                        |                        |                        |                        |                        |                        |                        |                        |                        |                        |                        |                        |
|  | Alianța Maghiară din Transilvania      | 1          |                        |                        |                        |                        |                        |                        |                        |                        |                        |                        |                        |                        |                        |                        |

## Vezi și
- Biserica romano-catolică din Joseni
- Borzont (sit de importanță comunitară)
- Tinovul de la Dealul Albinelor (sit de importanță comunitară inclus în rețeaua ecologică europeană Natura 2000 în România).
- Depresiunea și Munții Giurgeului (arie de protecție specială avifaunistică)
- Călimani - Gurghiu (sit de importanță comunitară)